# Grad Schwerin
Grad Schwerin (znan tudi kot palača Schwerin, nemško: Schweriner Schloss) je dvorec v Schwerinu, prestolnici Mecklenburg - Predpomorjanske v Nemčiji. Stoji na otoku glavnega mestnega jezera, jezera Schwerin.
Dvorec je bil stoletja dom vojvod in velikih vojvod Mecklenburga in kasneje Mecklenburg-Schwerina. Danes so nekateri deli rezidenca državnega parlamenta Mecklenburg - Predpomorjanske (nemško: Landtag), drugi deli so odprti za turiste.
Večji del sedanjega dvorca je bil zgrajen med letoma 1845 in 1857 v sodelovanju priznanih arhitektnih zgodovinarjev Gottfrieda Semperja, Friedricha Augusta Stülerja, Georga Adolfa Demmlerja in Ernsta Friedricha Zwirnerja. Dvorec velja za eno najpomembnejših del romantičnega historicizma v Evropi in je bil leta 2024 vpisan na seznam Unescove svetovne dediščine. Njegov vzdevek je Severni Neuschwanstein.

## Zgodovina

### Zgodnja leta
Prvi zapisi o gradu na tem mestu segajo v leto 973 našega štetja. Na otoku v velikem Schwerinskem jezeru je bila utrdba polabskega slovanskega plemena Obotritov.
Leta 1160 je utrdba postala tarča germanskih plemičev, ki so nameravali razširiti svoje ozemlje proti vzhodu pod vodstvom Henrika Leva (1129–1195). Obotriti pod Niklotom so utrdbo uničili, vendar so jo zaradi nemške vojaške prevlade zapustili. Nemški osvajalci pa so prepoznali strateško in estetsko zanimivo lego otoka in začeli graditi novo utrdbo. Istega leta je bilo ustanovljeno mesto Schwerin. Schwerin je postal sedež škofije.
Leta 1167 je Henrik podaril grofijo Schwerin svojemu vazalu Gunzelinu von Hagnu, preostanek dežele okoli mesta pa je vrnil Niklotovemu sinu Pribislavu, tako da je nastala dedna vojvodska linija, ki je trajala do leta 1918. Leta 1358 so grofijo Schwerin kupili potomci Niklota, ki je bil leta 1348 povzdignjen v mecklenburškega vojvodo. Kmalu so se iz Mikelenburga preselili dlje v notranjost, blizu mesta Wismar, v Schwerin. V pozni gotiki sta naraščajoča blaginja in položaj knezov povzročila vse večjo potrebo po reprezentativnem gradu, kar je pomenilo arhitekturne spremembe v trdnjavskem naselju. Škofova hiša (Bischofshaus) iz tistega časa je ohranjena v grobu.

### Renesansa (15.–17. stol.)
Pod Janezom Albertom I., vojvodo Mecklenburškim (1525–1576), je stavba doživela pomembne spremembe. Utrdba je postala palača, obrambno funkcionalnost trdnjave pa so nadomestili okraski in popuščanje udobju. V severnonemški arhitekturi je v času renesanse prevladovala uporaba terakote, Schwerin pa je terakoto dobavljal iz Lübecka.
Nekaj let po predelavi same glavne stavbe, od leta 1560 do 1563, je Janez Albert v palači obnovil kapelo. Postala je prva nova protestantska cerkev v državi. Arhitekturo so navdihnile cerkve v Torgauu in Dresdnu. Zgodnjebeneška renesančna vrata, katerih zatrep prikazuje nošenje križa, je izdelal Hans Walther (1526–1600), kipar iz Dresdna. Okna na severni strani prikazujejo svetopisemske ilustracije znanega flamskega umetnika Willema van den Broeckeja (znanega tudi kot Paludanus; 1530 – 1579).
Ker je vojvodska rezidenca kljub otoški legi potrebovala dodatno obrambo, so nekje v sredini 16. stoletja na severozahodu, jugozahodu in jugovzhodu postavili bastijone. Verjetno so jih zgradili isti italijanski arhitekti, ki so pod vodstvom Francesca a Bornaua načrtovali tudi trdnjavo Dömitz. Bastijoni so bili kasneje večkrat predelani in stojijo še danes.
Pred tridesetletno vojno je arhitekt Ghert Evert Piloot, ki je leta 1612 vstopil v službo Mecklenburga, naredil načrte za popolno prenovo palače v slogu renesanse v Nizozemskih deželah. Leta 1617 se je začelo delo pod njegovim nadzorom, a so morali zaradi vojne kmalu prenehati. Pilootovi načrti so bili med letoma 1635 in 1643 delno uresničeni: hišo nad palačno kuhinjo in tisto nad kapelo so podrli in dobili nizozemsko renesančno pročelje.
V tem času je bila v bližini kapele zgrajena lesena stavba za nadvojvodsko zbirko slik. Zgrajen je bil tudi Teepavillon (čajnica). Dvor se je leta 1756 preselil v palačo Ludwigslust.

### Sodobnost (od 19. stoletja)
Leta 1837 se je vojvodska rezidenca preselila nazaj v Schwerin, vendar je bila stavba v razmeroma slabem stanju in velikemu knezu ni bil všeč neskladen izvor in arhitekturni slogi posameznih stavb.
Veliki vojvoda Friderik (1800–1842) je svojemu arhitektu Georgu Adolphu Demmlerju (1804–1886) naročil prenovo palače. Vendar je nekaj mesecev kasneje gradnjo ustavil njegov naslednik Friderik Franc II. (1823–1883), ki je želel popolno rekonstrukcijo zgodovinskega mesta. Ohranjeni so le nekateri deli stavbe iz 16. in 17. stoletja.
Dresdenski arhitekt Gottfried Semper (1803–1879) in berlinski arhitekt Friedrich August Stüler (1800–1865) nista mogla prepričati velikega vojvode o svojih načrtih. Namesto tega je Demmler v svoj načrt vključil elemente obeh, vendar je navdih našel v francoskih renesančnih gradovih. Grad je postal najbolj občudovana mojstrovina učenca Karla Friedricha Schinkla. V letih 1825–1826 je načrtoval tudi vladno stavbo na Schlossstraße (danes Državni kancler). Renesančni dvorci v dolini Loare (kot je Château de Chambord) so ga prav tako navdihnili in prispevali k gradnji od 1843 do 1851. Njegov naslednik, Stüler, je ponovno naredil nekaj sprememb, vključno s konjeniškim kipom Niklota in kupolo.
Za notranjo opremo je bil izbran Heinrich Strack (1805–1880) iz Berlina. Večino del so opravili obrtniki iz Schwerina in Berlina. Požar je decembra 1913 uničil približno tretjino palače. Končana je bila le zunanja rekonstrukcija, ko je revolucija leta 1918 povzročila abdikacijo velikega vojvode. Kasneje je grad postal muzej, leta 1948 pa sedež državnega parlamenta. Nemška demokratična republika je od leta 1952 do 1981 palačo uporabljala kot fakulteto za vzgojiteljice. Potem je bila spet muzej do leta 1993. Oranžerija je bila tehnični muzej od leta 1961. Od leta 1974 so nekatere prenovljene sobe uporabljali kot muzej umetnosti.
Od konca leta 1990 je ponovno sedež vlade kot sedež Landtaga (državne skupščine dežele Mecklenburg-Predpomorjansko). Od takrat so bila vložena ogromna prizadevanja za ohranjanje in obnovo. Večina teh je bila dokončanih do leta 2019.

## Duh iz Petermännchena
Duh Petermännchen ('mali Peterman') naj bi taval po dvoranah Schweriner Schloss. To nevidno malo bitje naj ne bi bilo višje od nekaj metrov in je pogosto upodobljeno v oblačilih iz 17. stoletja, nekaj podobnega kavalirju. Druge legende ga opisujejo kot dolgobradega kovača, nočnega čuvaja ali šaljivca tistim, ki bi hoteli poškodovati ali ukrasti grad.

## Galerija
- Pogled iz dvorca Schlossgarten
- podoba 19. stoletja
- Grad Schwerin, pogled spredaj
- Vhodni portal
- Grad zvečer
- Prestol velikega vojvode
- Kapela
- Oranžerijagery
- pogled na grad v zimskem večeru
- Kip obotritskega princa Niklota (kipar: Christian Genschow)
- Petermännchen, kip Heinricha Pettersa iz leta 1856 v palači Schwerin